# 한국개혁주의설교연구원

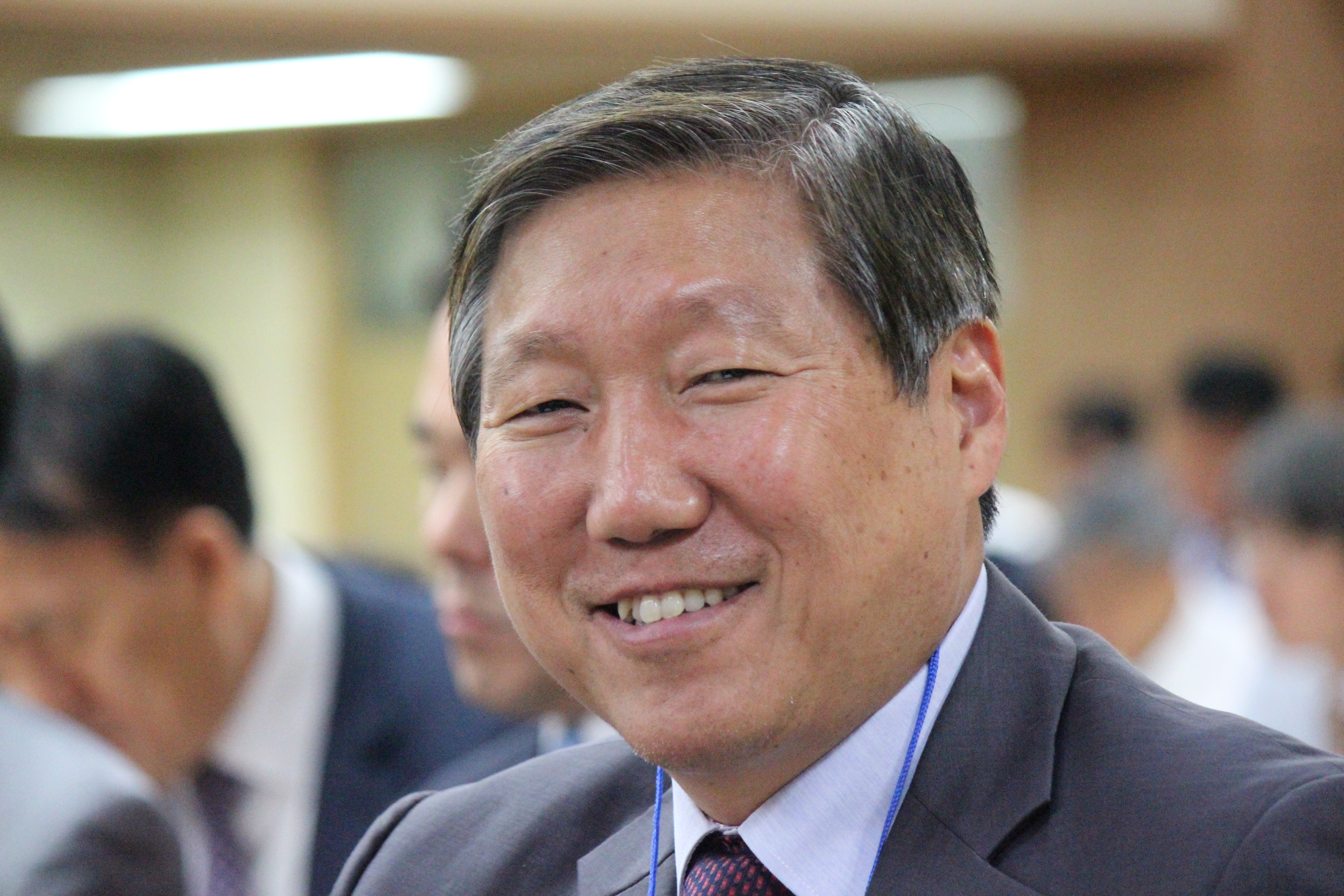
한국개혁주의설교연구원 설립자 서창원 박사(총신대학교)

한국개혁주의설교연구원(Korea Institute for Reformed Preaching)은 1992년 9월 12일 창설된 설교전문 연구원이다. 현재 대표는 서창원 박사이다. 개혁주의 신학과 청교도 사상에 기초하여 학문적이며 실천적인 설교를 전문적으로 연구하는 기관이다. 연구저널로는 1993년 6월부터 <진리의 깃발>이 격월지로 발간되고 있다. 국내 학자뿐만 아니라 외국의 권위있는 설교학 분야의 학자들이 다양한 발표를 해왔다.

## 역대원장
- 1대 한제호

- 2대 서창원

## 역대 이사장
- 1대 김영철

- 2대 김남준

## 임원들
- 회장: 강문진

- 총무:

- 위원들: 서문강 목사(중심교회), 황봉환 교수(대신대), 김영우 목사(혜림교회), 박의서 목사(세곡교회), 김준범 목사(양의문교회), 문병호 교수(총신신대원), 김병훈 교수(합동신학대학원), 김효남 목사(천호교회), 최덕수 목사(현산교회), 박태현 교수(총신신대원)

## 같이 보기
- 한국개혁신학회
- 한국장로교신학회
- 한국복음주의실천신학회
- 개혁신학회